# Solanum sect. Persicariae
Solanum sect. Persicariae es una sección del género Solanum. Incluye las siguientes especiesː

## Especies
- Solanum bahamense L.
- Solanum ensifolium Dunal
- Solanum polygamum Vahl